# نظرية Z
هي إحدى النظريات الإدارية الحديثة والتي حققت نجاحاً لافتاً، ابتكرها العالم الياباني وليم أوشي،طرحها في كتاب "نظرية Z"، وكنتيجة حققت الشركات اليابانية إنتاجية أكبر من الشركات الأمريكية.

## المبدأ العام
استحدثت فكرة الإدارة اليابانية من البيئة الاجتماعية الخاصة بالمجتمع الياباني، وبخاصة الأسرة اليابانية التي تقوم على مبدأ الاحترام لرب الأسرة، وإطاعة أوامره، في حين يكون مسؤولاً عنهم ومشاركاً إياهم في اتخاذ القرار، وانعكس هذا بدوره على العمل الإداري داخل المؤسسات، على اعتبار أن المديرين والأفراد بمثابة الأسرة الواحدة، مما كان له أحسن الأثر على إنتاجية الأفراد وإخلاصهم لمؤسستهم بشكل ليس له مثيل.

## عناصر الإدارة اليابانية
1) ضمان الوظيفة للموظف مدى الحياة، أي الاستقرار والأمن الوظيفي، إذ لا تلجأ المؤسسات اليابانية إلى الاستغناء عن الأفراد حتى في أصعب الظروف الاقتصادية، مما كان له أكبر الأثر على إبداعه وإنتاجيته.
2)العمل كفريق، والشعور الجماعي بالمسؤولية عن العمل الذي يقوم به الفرد، ففي كثير من الأحيان يتم قياس الإنتاج بالجهد الجماعي، وبالتالي تكون المكافأة جماعية لا فردية.
3)أسلوب المشاركة في اتخاذ القرار، مما يخلق انسجاماً وتوافقاً بين أهداف العاملين، وأهداف المؤسسة، ويوفر نوعاً من الرقابة الذاتية، ويتمثل أسلوب المشاركة في ما يسمى بحلقات الجودة Quality Circles وهي مجموعة عمل صغيرة تتشكل على مستوى المؤسسة بهدف تأمين الجميع ومشاركتهم في جهود تحسين ما تنتجه المؤسسة، وتحليل المشكلات الفنية والإدارية واقتراح حلول لها.
4)الاهتمام الشامل بالأفراد، من حيث تكافؤ الفرص والعدالة والمساواة والتعامل مع القوى البشرية دون تمييز، وتوفير مقومات الحياة والاستقرار لهم؛ من حيث السكن والرفاهية ومتطلبات العيش الكريم، مما يخلق أجواءً من التعاون والاحترام المتبادل بينهم، ونوعاً من التفاعل الطبيعي بين العمل والحياة الاجتماعية.
5)عدم التسرع بالتقييم والترقية، والتركيز على تطوير المهارات المهنية للأفراد، حيث يتم نقل الموظف من موقعه إلى موقع آخر على المستوى الإداري الواحد نفسه، ليعطي العمل صفة الشمولية والكمال.
6)تحسين إنتاجية المؤسسة من خلال المشاركة في وضع الأهداف والمشاركة في تنفيذها.

## اقرأ أيضًا
- نظرية X ونظرية Y